# Sillago aeolus
Sillago aeolus är en fiskart som beskrevs av Jordan och Barton Warren Evermann 1902. Sillago aeolus ingår i släktet Sillago och familjen Sillaginidae. Inga underarter finns listade i Catalogue of Life.